# پیک‌آپ (فیلم‌سازی)
در فیلمسازی ، پیک‌آپ یک نما کوچک و نسبتاً جزئی است که پس از این واقعیت فیلمبرداری یا ضبط می‌شود تا فیلمی که قبلاً گرفته شده را تقویت کند. هنگامی که کل صحنه‌ها دوباره ساخته می‌شوند، به آن تصویربرداری مجدد یا عکاسی اضافی گفته می‌شود.

## سر صحنه
در طول تصویربرداری اصلی، کارگردان ممکن است تصمیم بگیرد که یک برداشت دیگر بخواهد (به این معنی که هر شیء متحرک و شخص در صحنه به موقعیت اولیه خود برمی‌گردد و کل تصویر دوباره ضبط می‌شود)، یا ممکن است درخواست کند که یک تصویر برداشته شود. فقط بخش معیوب یک برداشت رضایت بخش. در حالت دوم، از ناظر فیلمنامه انتظار می‌رود که در یادداشت‌های خود را ثبت کند که یک پلان برداشته شده است (بنابراین تدوین‌گر فیلم می‌تواند فیلم‌های حاصل را بفهمد و به درستی ویرایش کند) و همچنین کمک کند تا بازیگر مربوطه را به دستور یا «سرنخ» کند. خواندن آخرین خط قبل از خط آن بازیگر. به طور فزاینده‌ای متداول است که کارگردان بلافاصله پس از یک بلوپر فوراً «کات» را نمی‌گوید، بلکه در عوض دوربین را در حال چرخش رها می‌کند و برای برداشتن صدا می‌کند، که این امر باعث می‌شود برداشتن نماهای استثنایی از قاعده معمولی باشد که ناظر فیلمنامه این کار را انجام نمی‌دهد. نشانه بازیگران در حالی که دوربین در حال چرخش است.
هنگامی که یک پلان انتخابی به این روش برای ویرایش در وسط یک نما ساخته می شود، ناظر فیلمنامه باید اطمینان حاصل کند که کارگردان همچنین "بریج شات" را ایجاد می کند تا پل زدنی را ایجاد کند که در غیر این صورت شبیه به پرش‌های ناخوشایند از تصویر اصلی ضربه پیک‌آپ و برگشت به نظر می‌رسد.. اینها می‌توانند نمای نزدیک، بریده‌شده یا نماهایی از یک صحنه از زوایای مختلف باشند.